# Survivre (film, 2020)
Pour les articles homonymes, voir Survivre.
Pour plus de détails, voir Fiche technique et Distribution.
Survivre ou Jusqu'à l'aube au Québec (Survive the Night), est un film américain réalisé par Matt Eskandari, sorti en 2020 en vidéo à la demande,.

## Synopsis
Frank (Bruce Willis), robuste et sans défense, fait équipe avec son fils Rich (Chad Michael Murray), qui travaille dur, après que deux criminels en fuite d'un cambriolage se sont introduits par effraction dans leur maison de campagne. Pris en otage de force après une violente bagarre, la famille de Rich se retrouve seule avec ces dangereux voleurs alors que Rich et Frank tentent de sauver la famille de l'extérieur. N'ayant plus d'autre choix, Frank distrait courageusement les voleurs en se lançant dans une intense poursuite en voiture pendant que Rich y retourne pour aider sa femme et sa fille. Les deux hommes vont découvrir leurs forces alors qu'ils tentent de sauver et de protéger ceux qu'ils aiment le plus.  Dans une tentative de survivre à la nuit et d'en sortir vivant, ce test ultime de la relation père-fils va rapprocher cette famille plus que jamais.

## Fiche technique
- Titre français : Survivre où Survivre : la vengeance ne dort jamais
- Titre québécois : Jusqu'à l'aube[3]
- Titre original : Survive the Night
- Réalisation : Matt Eskandari
- Scénario : Doug Wolfe
- Directeur de la photographie : Bryan Koss
- Musique : Nima Fakhrara
- Montage : R.J. Cooper
- Production : Randall Emmett, George Furla, Shaun Sanghani et Mark Stewart
- Sociétés de production : EFO et SSS Entertainment
- Société de distribution : Lionsgate (États-Unis)
- Pays d'origine :  États-Unis
- Langue originale : anglais
- Format : couleur - 2.35:1
- Genre : action, thriller
- Durée : 90 minutes
- Dates de sortie :
  - États-Unis : 22 mai 2020 (en vidéo à la demande)
  - Québec : 2 juin 2020[3] (en vidéo à la demande)
  - France : 1er juillet 2020[4] (sur Amazon Prime Video)

## Distribution
- Bruce Willis (VF : Patrick Poivey) : Frank
- Chad Michael Murray (VF : Tony Marot) : Rich
- Riley Wolfe Rach (VF : Laurie Sanial) : Riley
- Lydia Hull : Jan
- Tyler Jon Olson : Mathias
- Shea Buckner : Jamie
- Jessica Abrams : Rachel
- Ravare Elise Rupert : Dr. Alice Harbin

## Autour du film
Il s’agit du dernier film de Bruce Willis dans lequel il est doublé par Patrick Poivey, ce dernier étant décédé d’un AVC le 16 juin 2020.